# Tales of Monkey Island
Tales of Monkey Island – piąta gra przygodowa z serii Monkey Island, wyprodukowana w 2009 roku przez wytwórnię Telltale Games i LucasArts. Gra została wydana stopniowo w okresie lipiec – wrzesień, w formie pięciu rozdziałów, stanowiących ciągłość fabuły.

## Fabuła
Akcja ma miejsce parę lat po zakończeniu poprzedniej części z serii – Escape from Monkey Island. Gracz wciela się w rolę pirata Guybrusha Threepwooda, który, starając się zniszczyć swego prześladowcę, nieumarłego pirata LeChuck, przypadkowo uwalnia zaraźliwą chorobę na terenie całej zatoki Melange. Lekarstwa szuka z pomocą żony, Elaine Marley-Threepwood.
W grze pojawiło się kilka postaci z wcześniejszych gier z serii Monkey Island: Lady Voodoo – tajemnicza kapłanka voodoo, Stan – handlarz i Murray – mówiąca czaszka. Do gry są wprowadzone też nowe postaci takie jak łowca nagród Morgan LeFlay, odkrywca Coronado DeCava oraz szlachcic i lekarz markiz de Singe.

## Produkcja
Grę wydały w kooperacji dwie wytwórnie: LucasArts i Telltale Games. Dyrektorem projektu był Dave Grossman z Telltale Games. W projekt gry był zaangażowany również twórca ich poprzednich części Ron Gilbert, który jednak nie miał wielkiego wpływu na proces produkcji.
Gra była wydana 7 lipca 2009 roku na system Windows i 20 dni później również na Wii. Gra była dostępna do ściągnięcia poprzez stronę producenta i przez Steam oraz w czasie późniejszym również poprzez Amazon.com. Rok później grę można było kupić również na systemy Mac OS i Playstation.

## Odbiór
Gra stała się sukcesem komercyjnym i została uznana za najbardziej udany projekt wytwórni do czasu gry Back to the Future: The Game, która ukazała się półtora roku później. Gra była również, przez kilka pierwszych dni, najlepiej sprzedająca się grą w systemie Steam.
Ogólne oceny jakie gra otrzymała wynosiły: w serwisie GameRankings – 86,67%, Metacritic – 86/100.